# Mateusz Baranowski
Mateusz Baranowski (* 19. Juli 1997) ist ein polnischer Snookerspieler aus Zielona Góra, der seit Beginn der 2010er-Jahre regelmäßig an Amateurturnieren teilnimmt. Neben dem Gewinn der EBSA-6-Red-Snooker-Europameisterschaft im Jahr 2016 wurde er 2017, 2018, 2022 und 2025 polnischer Meister.

## Karriere
Baranowski, der mehrere Juniorentitel in Polen gewonnen hat, machte erstmals auf sich aufmerksam, als er 2011 die Hauptrunde der U21-Europameisterschaft erreichte. Nach einer erfolglosen Teilnahme an der Amateurqualifikation des Warsaw Classic, eines Turniers der Players Tour Championship, nahm er 2012 erneut an der U21-Europameisterschaft teil und erreichte diesmal das Viertelfinale. 2013 schied er zwar schon in der Gruppenphase der U21-EM aus, zog aber sowohl bei der Europameisterschaft der Männer als auch bei der Amateurweltmeisterschaft in die Hauptrunde ein. 2014 nahm Baranowski ebenfalls an zahlreichen Turnieren teil und zog dabei ins Viertelfinale der polnischen Meisterschaft, aber auch ins Halbfinale der U21-Snookerweltmeisterschaft ein. 2015 erreichte er unter anderem die Hauptrunde der Gdynia Open und das Finale der polnischen Meisterschaft, das er gegen Adam Stefanów verlor. In der zweiten Hälfte des Jahres kam eine Teilnahme an der Runde der letzten 64 des Paul Hunter Classics hinzu. 2016 erzielte Baranowski dagegen kaum sonderliche Erfolge; eine Viertelfinalteilnahme bei der polnischen Meisterschaft war sein zweitbestes Ergebnis. Größter Erfolg war jedoch ein 4:3-Finalsieg über Lukas Kleckers bei der EBSA-6-Red-Snooker-Europameisterschaft.
2017 gelang Baranowski ein Viertelfinaleinzug bei der U21-Europameisterschaft. Bei der polnischen Meisterschaft erreichte er erneut das Finale und gewann gegen Kacper Filipiak seinen ersten Meistertitel. Zudem nahm er erstmals an der Q School teil, unterlag aber zum einen Billy Joe Castle und zum anderen Thomas Dowling. 2018 erreichte er zwar bei der U21-Europameisterschaft erneut das Viertelfinale, doch weitaus wichtiger war es, dass er bei der polnischen Meisterschaft gegen Kacper Filipiak seinen Titel verteidigen konnte. In den folgenden Monaten nahm Baranowski ohne größeren Erfolg an verschiedensten Turnieren teil. Während er im Team mit Tomasz Skalski im Sommer 2019 das Finale der EBSA European Team Championship gewinnen konnte, war er im Einzel weniger erfolgreich. Erst Ende 2019 erreichte er beim ukrainischen Independence Day Cup wieder ein Endspiel, verlor aber gegen Craig Steadman. 2020 musste er sich im Finale der polnischen Meisterschaft Antoni Kowalski geschlagen geben. Im selben Jahr erreichte er beim zweiten Q-School-Turnier die vorletzte Runde, verlor dann aber gegen Ex-Profi Leo Fernandez.
2021 schied er im Halbfinale der polnischen Meisterschaft aus, ein Jahr später konnte er aber seinen dritten Meistertitel gewinnen. Gleichzeitig konnte er 2021 und 2022 bei diversen internationalen Turnieren solide, aber nicht herausragende Ergebnisse erzielen. Im Einzel war eine Viertelfinalteilnahme bei der Six-Red-Snooker-EM 2021 sein bestes Ergebnis. Im Team erreichte er 2022 zusammen mit Antoni Kowalski das Endspiel der Team-Europameisterschaft, das die beiden gegen Julien Leclercq und Kevin Hanssens gewinnen konnten. Im Jahr darauf verlor Baranowski das Finale um die polnische Meisterschaft gegen Kowalski, gemeinsam konnten die beiden gegen Shachar Ruberg und Eden Sharav erneut die Team-EM gewinnen.
2025 erreichte Baranowski zum achten Mal das Finale der nationalen Meisterschaft und zog durch seinen vierten Titelgewinn mit Rafał Jewtuch gleich.

## Erfolge
Einzel
| Ausgang         | Jahr | Turnier                                | Finalgegner        | Ergebnis |
| --------------- | ---- | -------------------------------------- | ------------------ | -------- |
| Amateurturniere |      |                                        |                    |          |
| Zweiter         | 2015 | Polnische Snooker-Meisterschaft        | Adam Stefanów      | 2:7      |
| Sieger          | 2016 | EBSA-6-Red-Snooker-Europameisterschaft | Lukas Kleckers     | 4:3      |
| Sieger          | 2017 | Polnische Snooker-Meisterschaft        | Kacper Filipiak    | 6:5      |
| Sieger          | 2018 | Polnische Snooker-Meisterschaft        | Kacper Filipiak    | 6:4      |
| Zweiter         | 2019 | Independence Day Cup                   | Craig Steadman     | 0:4      |
| Zweiter         | 2020 | Polnische Snooker-Meisterschaft        | Antoni Kowalski    | 4:6      |
| Sieger          | 2022 | Polnische Snooker-Meisterschaft        | Konrad Juszczyszyn | 5:1      |
| Zweiter         | 2023 | Polnische Snooker-Meisterschaft        | Antoni Kowalski    | 2:5      |
| Sieger          | 2025 | Polnische Snooker-Meisterschaft        | Daniel Holoyda     | 5:2      |

Doppel
| Ausgang | Jahr | Turnier                         | Teampartner     | Gegner im Finale               | Endstand |
| ------- | ---- | ------------------------------- | --------------- | ------------------------------ | -------- |
| Zweiter | 2019 | EBSA European Team Championship | Tomasz Skalski  | Duncan Bezzina Tony Drago      | 2:4      |
| Sieger  | 2022 | EBSA European Team Championship | Antoni Kowalski | Julien Leclercq Kevin Hanssens | 5:3      |
| Sieger  | 2023 | EBSA European Team Championship | Antoni Kowalski | Shachar Ruberg Eden Sharav     | 5:4      |